# エドヴァルド・グリーグ

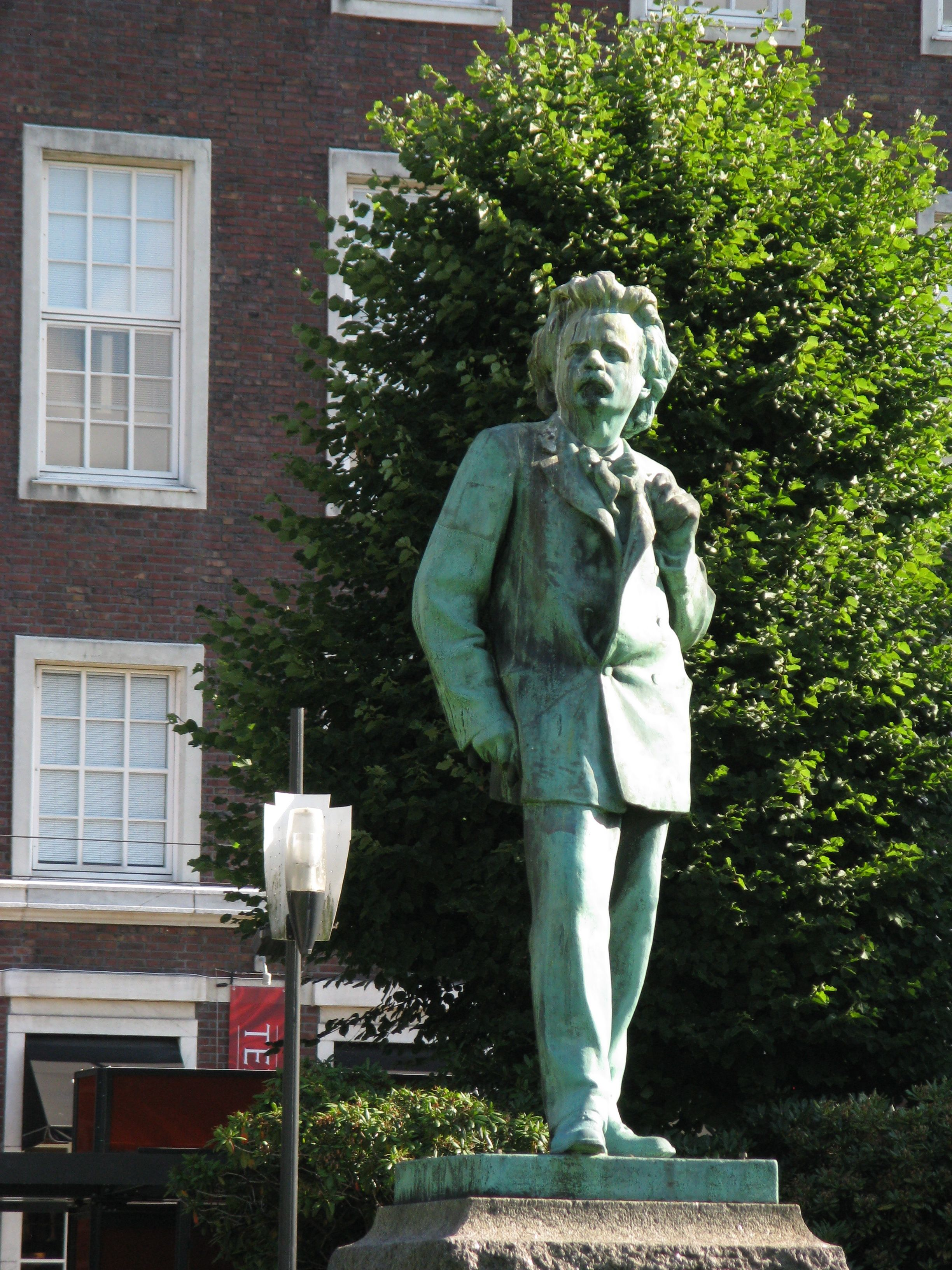
グリーグの銅像（ノルウェー・ベルゲン）

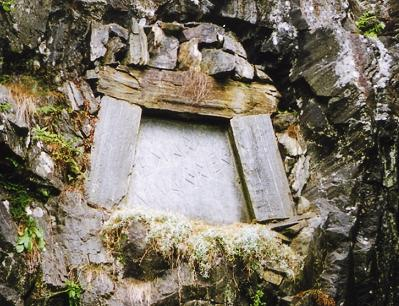
グリーグの墓（ノルウェー・ベルゲン）、妻ニーナと共に眠る

エドヴァルド・ハーゲルップ・グリーグ（Edvard Hagerup Grieg 、1843年6月15日 - 1907年9月4日） は、ノルウェーの作曲家。現地語での発音は「グリッグ」に近い。また、語末のgが無声化して/k/と発音されるドイツ語読みの影響で「グリーク」と表記されることもある。
グリーグはノルウェーの民族音楽から着想を得て、国民楽派の作曲家として注目された。民族音楽からの深い影響は、『ペール・ギュント』の一曲「朝」の冒頭がノルウェーの民族楽器であるハリングフェーレの共鳴弦を端からつま弾いた時の旋律から始まっていることからもうかがうことができる。
グリーグの肖像は、旧500クローネ紙幣に描かれていた。

## 生涯
スウェーデン統治下のノルウェーで、ベルゲン市街の家に5人兄弟の第4子（兄1人、姉2人、妹1人）として生まれた。父方の曾祖父アレクサンダーは1779年にノルウェーに帰化したアバディーンシャー出身のスコットランド人で、一族の苗字は本来Greig（グレッグ）であった。
1858年、母方の遠縁であるヴァイオリニスト兼作曲家のオーレ・ブルに才能を見出され、3年半の間ライプツィヒ音楽院で作曲とピアノを学ぶ。
1863年から3年間、デンマークのコペンハーゲンに居住し、作曲家ニルス・ゲーゼに学んだ。ここで、交響曲（作品番号なし）、ピアノ・ソナタ（作品7）、ヴァイオリン・ソナタ第1番（作品8）など初期の作品が作られた。また、従妹でソプラノ歌手のニーナ・ハーゲルップ（Nina Hagerup, 1845年 - 1935年）と出会い、1867年に結婚した。後の歌曲は、ほとんどニーナのために作曲された。
1867年には、クリスチャニア（現オスロ）のフィルハーモニー協会の指揮者に就任し、民謡蒐集家リンネマンや、国民的詩人ビョルンソンと親交を持つ。『十字軍の王シーグル』のための劇音楽が作曲され、グリーグの重要な作品である『抒情小曲集』の第1集を出版した。
1877年から1880年まで、ベルゲン東方のハダンゲル（ハルダンゲル）地方に住んだ。次第に、民族音楽、民族楽器へ傾倒していく。
1884年にベルゲン近郊のトロールハウゲン（妖精の丘）に住家を建築、ベルゲン出身でデンマークにて活躍した劇作家ルズヴィ・ホルベアの生誕200年のためにピアノ組曲『ホルベアの時代から』（翌1885年に弦楽合奏に編曲）を作る。
1901年、次第に健康状態が悪化する。『抒情小曲集』第10集を出版する。1903年、パリに赴き、ピアニストのラウル・プーニョに誘われ、グラモフォン社にレコードを数曲の自作曲を録音した。プーニョが誘わなければ、この巨匠の自作自演を聴くのが叶わない事になるところであった。1905年のノルウェー独立を見届けた、1906年、再びパリにてグラモフォン社のレコードに録音を行い、全9曲の自作自演のレコードを録音した。
1907年、心不全のためベルゲン市内の病院で死去した (満64歳没）。
兄ヨーンも、ライプツィヒ音楽院で学び、チェロを演奏したが、職業的音楽家にはならなかった。兄のために作曲したチェロ・ソナタがある。

## 人物像
グリーグはとても小柄であった。生前は卓越したテクニックのピアニストとしても著名で、自作を携えヨーロッパをたびたび演奏旅行している。晩年にパリへ赴いた際、ピアニストのラウル・プーニョに誘われ、グラモフォン社のSP盤アコースティック録音に録音した他、自動ピアノのピアノロールが残されており、SP盤からの復刻と自動ピアノを録音したものが、現在もCDで入手できる。オリジナルのSP盤は、中古レコード店やオークションで、高額な骨董レコードとして取引されている。
グリーグは、生地であるノルウェーの旧首都ベルゲンの自然と海をこよなく愛した。死後に火葬され、遺言によりトロールハウゲンの住居の下にある湖を望む岩壁に墓が設けられ、一部の遺灰は湖に撒かれた。
なお、作品番号の付されていない習作である交響曲は、同じノルウェーの作曲家ヨハン・スヴェンセンの交響曲を聴いて封印したというエピソードがある。
グリーグは終世、手のひらに乗るぐらいの小さな蛙の置物や子豚のぬいぐるみを大切にし、寝る時も一緒だったらしい。演奏会の時は、あがらないように、ポケットの中で蛙の置物をそっと握りしめたそうである。この蛙の置物と子豚のぬいぐるみは、グリーグの家（現在のエドヴァルド・グリーグ博物館）に展示されている。

## 作品
グリーグはピアノのために数多くの小品を作曲しており、「北欧のショパン」と呼ばれることがある。また、ピアノとヴァイオリンのために3曲のソナタを書いた。
数あるグリーグの作品の中で、ヘンリク・イプセンの戯曲『ペール・ギュント』への付随音楽と、ピアノ協奏曲イ短調が日本において最も有名である。
しかし、グリーグの本領は、『抒情小曲集』と多数の歌曲に代表される小品に遺憾なく発揮されている。ピアノ曲や歌曲を管弦楽や弦楽合奏に編曲した作品も多い。

### オペラ
- 『オーラヴ・トリグヴァーソン』（作品50、未完） - 管弦楽組曲版 作品50aとピアノ曲版 作品50bがある。
- 『アーンリョット・ゲッリネ』（スケッチ）

### 劇音楽
- 『十字軍の王シーグル』（作品22、1872年/1903年改訂）
  - 『十字軍の王シーグル』組曲（作品56、1892年）
- 『ペール・ギュント』（作品23、1875年/1885年、1888年、1891年、1902年改訂）
  - 『ペール・ギュント』第1組曲（作品46、1888年）
  - 『ペール・ギュント』第2組曲（作品55、1892年）

### 管弦楽曲・協奏曲
- ピアノ協奏曲 イ短調（作品16、1868年/1907年まで数次の改訂）
- ノルウェー舞曲（作品35、ピアノ連弾版：1881年/ハンス・ジットによるオーケストラ編曲版：1888年頃）
- 『オーラヴ・トリグヴァーソン』組曲（作品50a、未完のオペラから管弦楽編曲）
- 抒情組曲（作品54、抒情小曲集第5集から4曲をオーケストラ編曲：1904年）
- 交響的舞曲（作品64、ピアノ連弾版：1896年/オーケストラ版：1898年）
- 交響曲 ハ短調（作品番号無し）
- 序曲『秋に』（作品11）
- 古いノルウェーのメロディと変奏（作品51）

### 弦楽合奏曲
- 2つの悲しき旋律（作品34、2つの歌曲（作品33-3, 33-2）を編曲：1883年）
- 組曲『ホルベアの時代から』（作品40、ピアノ独奏版：1884年/弦楽合奏版：1885年） ※俗に『ホルベルク組曲』とも呼ばれる。
- 2つのメロディ（作品53、2つの歌曲（作品33-12, 21-1）を編曲：1890年）
- 2つのノルウェーの旋律（作品63、2つのピアノ曲（作品17-22, 17-18）を編曲：1895年）

### 吹奏楽曲
- リカルド・ノルドローク追悼の葬送行進曲（1866年/1867年、1899年改訂）

### ピアノ独奏曲
- ピアノ・ソナタ ホ短調（作品7、1865年）
- 抒情小曲集（ピアノ独奏曲、全10巻/合計66曲）
  - 第1集（作品12、1864年 - 1867年）
  - 第2集（作品38、1883年）
  - 第3集（作品43、1886年）
  - 第4集（作品47、1885年 - 1888年）
  - 第5集（作品54、1891年）
  - 第6集（作品57、1893年）
  - 第7集（作品62、1895年）
  - 第8集（作品65、1896年）
  - 第9集（作品68、1898年 - 1899年）
  - 第10集（作品71、1901年）
- ノルウェー民謡による変奏曲形式のバラード（作品24、1876年）
- オペラ「オーラヴ・トリグヴァーソン」による2つの小品（作品50b、未完のオペラから編曲）
- ピアノのための7つのフーガ
- スロッテル 作品72 (1902-03年)

### 室内楽曲
- ヴァイオリン・ソナタ第1番 ヘ長調（作品8、1865年）
- ヴァイオリン・ソナタ第2番 ト長調（作品13、1867年）
- ヴァイオリン・ソナタ第3番 ハ短調（作品45、1887年）
- チェロ・ソナタ イ短調（作品36、1883年）
- 弦楽四重奏曲（第1番）ト短調（作品27、1878年）

### 歌曲
- 『君を愛す』（作品5-3、1864年 - 1865年）
- 『初めての出会い』（作品21-1、1870年 - 1872年）
- 『白鳥』（作品25-2、1876年）
- 『王女』（作品番号なし、1871年）
- 『モンテ・ピンチョより』（作品39-1、1870年）
- 『ソルヴェイグの歌』（作品22、1876年）『ペール・ギュント』の中の1曲。
- 『春』（作品33-2、1880年）
- 『傷ついた心』（作品33-3、1873年 - 1880年）
- 『世の中はそうしたもの』（作品48-3、1889年）
- 連作歌曲集『山の娘』（作品67、1896年 - 1898年）

### 合唱曲
- 男声合唱のためのアルバム（作品30、1877-78年）
- 4つの詩編（作品74、1906年）

### 代表曲

#### ペール・ギュント
ヘンリック・イプセンは戯曲『ペール・ギュント』を1867年に書き上げていた。グリーグ31歳の1874年、イプセンはグリーグに付随音楽の作曲を依頼する。当初グリーグはペール・ギュントの冒険物語にやや困惑し、最も音楽的ではないものに作曲しなければならない、とこぼしていたという。そんなある日、イプセンから「音楽に関してグリーグの芸術的な自由を保障する。」という手紙が届く。これを意気に感じたグリーグは、生まれ故郷ベルゲン近くの湖畔に小屋を借りて作曲に専念する。1876年、2月24日。ペールギュントはクリスチャニア（現在のオスロ）劇場で初演を迎え、大喝采を受ける。その後、パリやコペンハーゲンなどで上演され、グリーグの名声はヨーロッパに響き渡る。グリーグは上演されるたびに音楽を改訂し手直しを加えていった。そして、この劇音楽の中から8曲を編曲し、オーケストラ用の2つの組曲にした。なお、現在最も親しまれている「朝」は、ノルウェーではなく、主人公ペール・ギュントが故郷を離れてモロッコに渡り、アメリカとの奴隷貿易などで大儲けをした話をする場面の前奏曲として使われている。

#### ピアノ協奏曲
グリーグのピアノ協奏曲は「悲劇」をイメージさせるBGMとして、ベートーヴェンの交響曲第5番『運命』やバッハの『トッカータとフーガ ニ短調』などと共によく利用され、作曲家や曲名がわからなくても曲を聴けば誰でも聴いたことがあるという代表曲である。なお、グリーグはピアノ協奏曲について、40年間に300回以上の改訂を行っている。

## その他
小惑星(4872) Griegは、グリーグにちなんで命名された。